# Ben Francis
Benjamin David Francis (West Midlands, 1992. június 4. –) brit üzletember. Társalapítója, vezérigazgatója és többségi tulajdonosa a 2012-ben alapított Gymshark fitneszruházati és kiegészítőkkel foglalkozó cégnek. A befektetők 1,45 milliárd dollárra értékelték a Gymshark vállalatot, amiből Francis részesedése 59%-a, így Francis nettó vagyona 2023 áprilisában 1,3 milliárd dollár volt. 2023 áprilisában a világ 2259. leggazdagabb embereként debütált a Forbes éves The World's Billionaires listáján.

## Fiatalkora
Benjamin David Francis az angliai West Midlandsben született 1992-ben, és Bromsgrove-ban nőtt fel. A South Bromsgrove High Schoolba járt. Az iskolában az IT iránt kezdett érdeklődni. Első vállalkozása tinédzserként egy online cég volt, amely autók rendszámtábláit árusította. 2010-ben kezdte meg tanulmányait az Aston Egyetemen nemzetközi üzleti és menedzsment szakon. Azt mondta, hogy az egyetemen eltöltött idő „erős alapot adott neki, amelyre vállalkozását építhette”. Az egyetem mellett a Pizza Hutnál pizzafutárként dolgozott.

## Karrierje
2012-ben 20 évesen egyetemi társával Lewis Morgannel megalapították a Gymsharkot. Kezdetben dropshipping vállalkozásként étrend-kiegészítő gyártók termékeit árulták, majd 2013-ban megkezdték a saját fitneszruházatuknak a tervezését és gyártását. Francis a szülei garázsában gyártotta a ruhákat egyedi eladási alapon egy varrógép és egy szitanyomtató segítségével. A varrást pedig a nagymamájától tanulta meg.
2013-ban a cég megjelent a BodyPower fitneszkiállításon a birminghami NEC Arénában, ahol már az első napon elfogyott a teljes készlet. A kiállítás után a Gymshark Luxe tréningruhája vírusként terjedt a Facebookon, és 30 percen belül 30 ezer font eladást generált. Amikor a cég bevétele elérte a 250 ezer fontot, Francis felmondott a Pizza Hutnál és otthagyta az egyetemet, hogy teljes munkaidőben a Gymsharkra koncentrálhasson. Kezdő vállalkozásként Francis a közösségi média influenszereivel, köztük Nikki Blackketter és Lex Griffin testépítőkkel együttműködve értékesítette a márkát. A Gymshark volt az egyik első márka, amely influenszer marketingstratégiákat alkalmazott, és együttműködött a közösségi média influenszereivel.
2015-ben Francis lemondott a cég vezérigazgatói posztjáról, és marketing-, márka- és termékvezérigazgató-helyettes lett. Akkor azt mondta, hogy a lépés lehetővé teszi a vállalat számára, hogy „még gyorsabban növekedjen”, és időt ad, hogy „dolgozni tudjak a gyengeségeimen, és jobb üzletemberré váljak”. 2018-ban megnyitották a Gymshark központját a Solihullban lévő Blythe Valley Business Parkban. 2019-ben a Gymshark megnyitotta saját márkás edzőtermét és innovációs központját. 2016-ban a Gymshark az Egyesült Királyság leggyorsabban növekvő vállalata lett a The Sunday Times Fast Track 100-as listáján.
2020 augusztusában Francis eladta 230 millió fontért a General Atlantic amerikai magántőke-befektetési társaságnak a cég 21%-át, ezután Francis a cég 59%-át birtokolta. A cég azt nyilatkozta, hogy a részesedés eladásából származó bevételt a globális terjeszkedésre fordítják. 2021 augusztusában Francis visszatért a vállalat vezérigazgatói posztjára.
2018-ban Francis felkerült a Forbes 30  a 30 év alattiak listájára. 2019-ben a brit kormányzat meghívta Francist az Egyesült Királyság kormányának Vállalkozók Üzleti Tanácsába. 2020-ban Francis elnyerte az EY UK Entrepreneur of the Year Award díját.
2023 májusában Vilmos herceg kitüntette Francist a Brit Birodalom Lovagrendjével.

## Magánélete
Barátnőjét Robin Gallantot 2021 áprilisában jegyezte el, majd 2021. szeptember 9-én házasodtak össze. 2022. december 24-én született meg két ikerfiú gyermekük.